# マキシム・コレスニク
マキシム・コレスニクは、ウクライナ出身で、日本を中心に活動している男性俳優。

## 人物
外国人タレントとして、主にテレビドラマや映画、再現ドラマでの外国人役で活動している。

## 出演

### テレビドラマ
- ハゲタカ（2007年） - ビジネスマン
- 白洲次郎（2009年） - 検視カメラマン、GHQ局員
- 相棒 season8（2009年） - 旅行者
- 坂の上の雲（2009年） - ロシアの将校
- 大河ドラマ
  - 龍馬伝（2010年） - 西洋人男
  - 八重の桜（2013年） - パーティ客
  - 花燃ゆ（2015年）
- 下流の宴（2011年） - 同僚
- 負けて、勝つ 〜戦後を創った男・吉田茂〜（2012年）
- 浅見光彦シリーズ（2014年） - ウラジオストク警察
- どこにもない国（2018年） - ババルキン
- 黒歴史秘話 ブラックヒストリア - リンカーン
- 爆上戦隊ブンブンジャー（2024年） - 大使

### テレビ番組
- ザ!世界仰天ニュース

### 映画
- 海猫（2004年）
- 俺は、君のためにこそ死ににいく（2007年） - 米兵
- 明日への遺言（2008年）
- ザ・マジックアワー（2008年） - 船員
- ハゲタカ（2009年） - レストラン客
- おかえり、はやぶさ（2012年） - 記者

### テレビアニメ
- アンダーニンジャ（2023年、外国人〈ロシア語〉）

### 劇場アニメ
- 名探偵コナン ハロウィンの花嫁（2022年、セルゲイ）

### CM
- スズキ
- ソニー
- トヨタ
- パナソニック